# Maleny-Nationalpark
Der Maleny-Nationalpark (englisch Maleny National Park) ist ein 18 Quadratkilometer großer Nationalpark in Queensland, Australien.

## Lage
Er liegt in der Region Wide Bay-Burnett im Hinterland der Sunshine Coast etwa 92 Kilometer nördlich von Brisbane und 150 Kilometer südlich von Hervey Bay. Der dreigeteilte Park befindet sich innerhalb des Dreiecks Curramore, Mapleton und Kenilworth. Von den Hauptverbindungsstraßen entlang des Obi Obi Creek im Norden und des Mary River im Süden führen zahlreiche Wege in den Park. Besuchereinrichtungen gibt es nicht.
In der Nachbarschaft liegen die Nationalparks Mapleton, Mapleton-Falls, Kondalilla und Conondale.

## Flora und Fauna
Entlang der bis zu 570 Meter hohen Bergkette der Blackall Range gelegen, schützt der Maleny-Nationalpark subtropischen Regenwald.
Zahlreiche Vögel wurden in dem Park gesichtet, darunter der gefährdete Marmorschwalm (Podargus ocellatus plumiferus) und die beinahe gefährdete (engl. near threatened) Rußeule (Tyto  tenebricosa). Frösche wie der  Tusked Frog (Adelotus brevis),  Eastern Dwarf Tree Frog (Litoria fallax), Eastern Stony Creek Frog (Litoria wilcoxii) und  Great Barred Frog (Mixophyes fasciolatus) sind ebenso im Park heimisch wie zehn verschiedene Arten aus der Familie der Skinken.